# Claude La Haye
Claude La Haye ist ein kanadischer Tonmeister.

## Leben
La Haye begann seine Karriere Mitte der 1980er Jahre und arbeitete zunächst als Tonassistent an der Tonangel. Ab Mitte der 1990er Jahre arbeitete er als Tonmeister. Sein Arbeitsschwerpunkt ist der Film, er war jedoch auch für Fernsehproduktionen tätig. Für sein Mitwirken am Fernsehfilm Der Schutzengel mit William H. Macy und Ned Beatty in den Hauptrollen war er 2005 für den Primetime Emmy nominiert.
Im Laufe seiner Karriere erhielt er zahlreiche Auszeichnungen. 2000 wurde er mit dem Golden Reel Award ausgezeichnet, vier Mal gewann er den Prix Jutra, und einmal konnte er den Genie Award entgegennehmen. Für den Gemini Award war er zwei Mal nominiert, konnte den Preis jedoch nicht gewinnen. Er arbeitete häufig mit dem Tonmeister Bernard Gariépy Strobl zusammen. Beide waren für Arrival bei der Oscarverleihung 2017 für den Oscar in der Kategorie Bester Ton nominiert. Zudem gewannen sie für den Science-Fiction-Film gemeinsam mit Sylvain Bellemare den BAFTA Film Award in der Kategorie Bester Ton.

## Filmografie (Auswahl)
- 1992: Schatten des Wolfes (Agaguk)
- 1993: Liebe und andere Grausamkeiten (Love and Human Remains)
- 1997: Liebesflüstern (Afterglow)
- 1997: Maddy tanzt auf dem Mond (Dancing on the Moon)
- 1998: Die rote Violine (The Red Violin)
- 1999: Das Auge (Eye of the Beholder)
- 1999: Unschuldig verfolgt (A Map of the World)
- 2003: Der menschliche Makel (The Human Stain)
- 2004: Taking Lives – Für Dein Leben würde er töten (Taking Lives)
- 2005: In den Süden (Vers le sud)
- 2008: Ich schwör’s, ich war’s nicht! (C’est Pas Moi, Je Le Jure!)
- 2012: Die Logan Verschwörung (Erased)
- 2015: Brooklyn – Eine Liebe zwischen zwei Welten (Brooklyn)
- 2016: Arrival

## Auszeichnungen (Auswahl)
- 2017: Oscar-Nominierung in der Kategorie Bester Ton für Arrival
- 2017: BAFTA Film Award in der Kategorie Bester Ton für Arrival